# Saski Baskonia
Maillots
Actualités
Le Cazoo Baskonia Vitoria-Gasteiz est un club basque de basket-ball évoluant en Liga ACB soit le plus haut niveau du championnat espagnol. Il est basé dans la ville de Vitoria-Gasteiz, province d'Álava, Pays basque.

## Historique

### 1952-1996: premiers faits d'armes
Créé en 1952, le club est issu d'une section du club omnisports du CD Vasconia. Il rejoint l'élite du championnat espagnol pour la première fois en 1971, avant de redescendre en seconde division en 1981. Cette relégation est de courte durée et depuis 1982 le club appartient à l'élite espagnole. Vitoria réalise une première et modeste apparition sur la scène européenne en 1985 dans le cadre de la Coupe Korać (élimination au second tour) après avoir remporté la coupe Príncipe de Asturias lors de la saison 1984-1985. Il faut réellement attendre le début des années 1990 pour que le club basque devienne une référence en Espagne. Le premier coup d'éclat du Saski Baskonia est le triomphe en Coupe du Roi lors de la saison 1994-1995 grâce à des joueurs tels que Pablo Laso, figure historique du club, ou encore Velimir Perasović. Ce premier succès est confirmé très rapidement sur la scène internationale. En effet, après deux revers consécutifs en finale de la Coupe Saporta (deuxième échelon européen), les hommes de Manel Comas parviennent à remporter le trophée en 1996 face au PAOK Salonique.

### 1997-2004: les ères Scariolo puis Ivanović
L'été 1997 est marqué par l'arrivée sur le banc basque de Sergio Scariolo, futur multi-médaillé avec la sélection espagnole. Dès sa première saison (1997-1998), l'Italien amène Vitoria à la première place dans le championnat espagnol mais butte en finale sur le club de Manresa qui obtient alors son premier titre national. La déception est grande mais l'équipe se console dès la saison suivante par une participation à la phase de groupe de l'Euroligue 1998-1999 et à un deuxième succès en coupe du Roi.
Scariolo s'en va en 1999, ce qui n'empêche pas le Saski Baskonia de commencer le XXIe siècle de belle manière sous l'impulsion de Duško Ivanović qui prend les rênes de l'équipe en 2000. En effet, lors de la saison 2000-2001 d'Euroligue, les Basques atteignent pour la première fois la finale de la compétition mais s'inclinent en cinq manches face au Kinder Bologne d'Antoine Rigaudeau. Dejan Tomašević, le pivot serbe de l'équipe est toutefois récompensé d'une place dans l'équipe-type de l'année. Dès la saison 2001-2002, le club glane son premier titre national en disposant de Malaga en finale (3-0) et réalise même le doublé en remportant une troisième coupe du Roi.

### 2004-2010: les années dorées

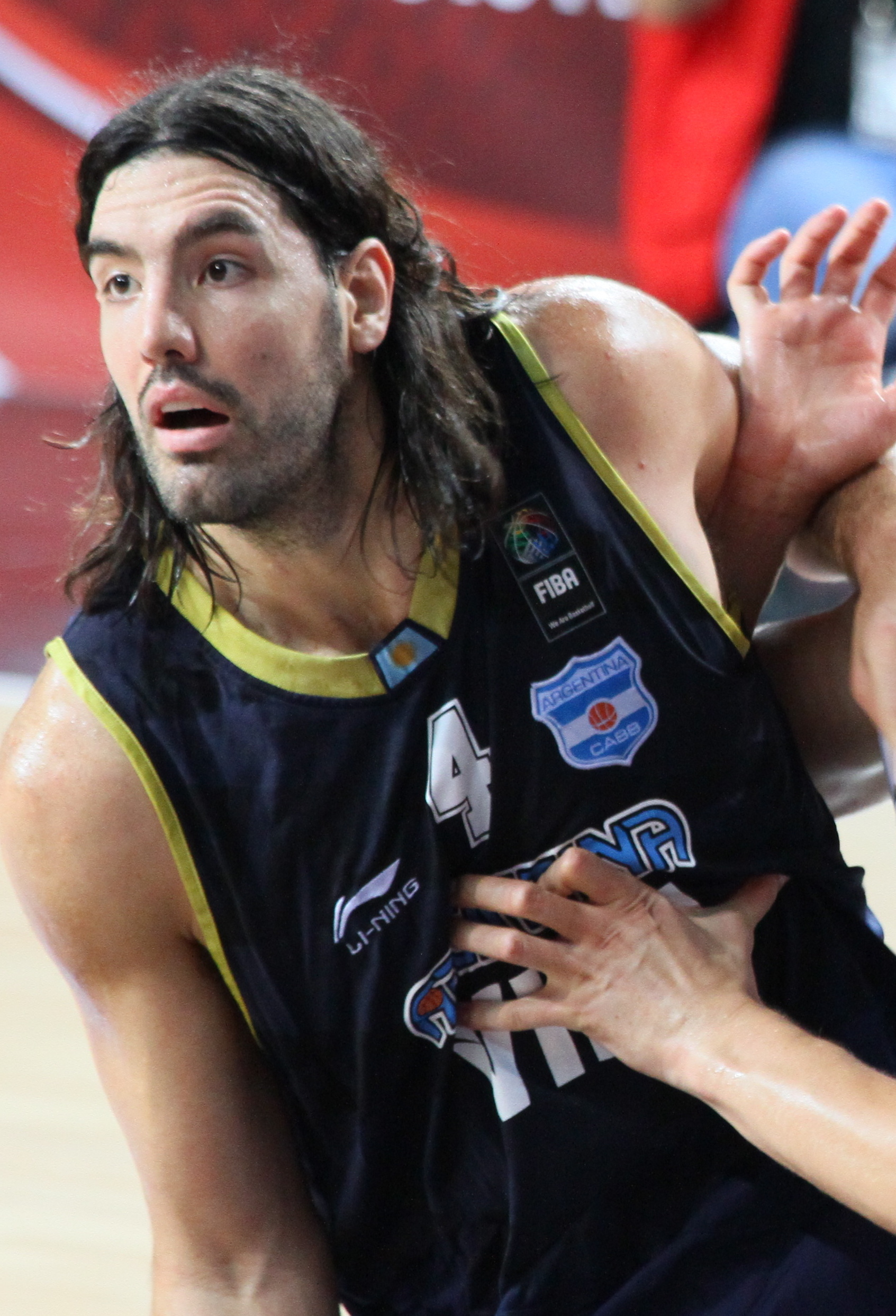
Luis Scola, ici sous le maillot argentin, est l'un des joueurs historique du club (1998–2007).

Dès lors, Vitoria prétend logiquement à un statut de club majeur espagnol. Entre 2004 et 2010, le Saski Baskonia participe à cinq finales du championnat d'Espagne (sur six possibles) et en remporte deux en 2008 et 2010, auxquelles s'ajoutent deux nouvelles coupes du Roi en 2006 et 2009, quatre Supercoupe d'Espagne, ainsi qu'une historique quadruple qualification consécutive au Final Four de l'Euroligue entre 2005 et 2008. Toutefois, Vitoria ne parvient jamais à remporter la compétition.
Témoin de cette place importante dans la meilleure compétition européenne, le club est le second à atteindre 300 matches joués en Euroligue depuis 2000. Il atteint ce nombre en mars 2014, devancé de peu par le FC Barcelone.

### 2010-2016: une légère perte de vitesse
Depuis la saison 2010, le club ne remporte pas le moindre trophée. Après avoir participé à treize finales en six saisons (entre 2004 et 2010), Vitoria ne prend dès lors part qu'à la finale de la Supercoupe d'Espagne 2011, qui se solde par une défaite face au FC Barcelone.

### Depuis 2015
Arrivé au club à l'été 2012, Fabien Causeur est nommé capitaine de l'équipe basque avant le début de la saison 2015-2016. En 2015, Velimir Perasović devient le nouvel entraîneur de l'équipe. Le Laboral Kutxa développe alors un jeu attrayant basé sur une attaque rapide (Darius Adams, Mike James, Dāvis Bertāns, Fabien Causeur, Ádám Hanga…) et une présence défensive dans la raquette (Ioánnis Bouroúsis, Tornike Shengelia, les frères Diop). Cette même année, Vitoria bat le Panathinaïkos en quart-de-finale de l'Euroligue (3-0) et se qualifie pour le sixième Final Four d'Euroligue de son histoire. En demi-finale, les Basques s'inclinent après prolongation contre le Fenerbahçe Ülker. Le Laboral Kutxa est battu en demi-finale du championnat d'Espagne et mi-juin, Perasović quitte le club.

## Rivalité basque avec Bilbao
Depuis la saison 2004-2005 de Liga ACB, les rencontres entre Saski Baskonia, situé à Vitoria-Gasteiz, et le club de Bilbao, le Bilbao Basket, constituent la rivalité basque du championnat. Seulement soixante-six kilomètres séparent les deux villes.
Depuis la disparition du CB Cajabilbao en 1994, Vitoria est le seul club basque évoluant dans l'élite espagnole jusqu'à l'arrivée du Bilbao Basket en 2004, club fondé en 2000. Le premier match entre ces deux formations a lieu le 3 octobre 2004 au Pabellón Municipal de Deportes La Casilla de Bilbao et se solde par une victoire écrasante du Baskonia (107-54), ce qui constitue aujourd'hui encore la plus grosse victoire de ce derby. Il faut attendre la troisième rencontre entre les deux clubs pour voir Bilbao glaner son premier succès (92 à 78, le 22 janvier 2006). Un an plus tard, le 6 janvier 2007, le derby enregistre la plus forte affluence jamais réalisée jusqu'à ce jour[Quand ?] pour un match de Liga ACB. En effet, 15 414 spectateurs assistent au Bilbao Exhibition Centre à la victoire de Vitoria (88 à 76) sur son homologue basque. Le record a depuis été battu par Vitoria lors de la réception du Real de Madrid en 2016 en basket-ball.
Lors de la saison 2011-2012 d'Euroligue, Bilbao et Vitoria sont tous deux versés dans le groupe A de la saison régulière. Les deux rencontres tournent à l'avantage de Bilbao, qui, à la faveur d'un goal-average particulier favorable sur son rival, accède au Top 16 puis aux quarts de finale de la compétition.
Le 1er mars 2015, alors que Bilbao remporte largement le derby (93 à 75), une bagarre générale éclate à sept secondes de la fin de la rencontre. À la suite d'une action pourtant anodine, Dejan Todorović (Bilbao) et Tornike Shengelia (Vitoria) en viennent aux mains, entraînant avec eux l'ensemble des deux équipes. Les deux joueurs écopent respectivement de quatre et cinq matches de suspension. Trois mille euros d'amende sont également retenus contre Dairis Bertāns (Bilbao), Mamadou Diop et Ilimane Diop (Vitoria).

## Salle
Entre 1959 et 1990, Vitoria dispute ses rencontres à domicile dans le Palais des Sports de Mendizorrotza.
À partir de 1991, le club déménage dans la nouvelle Fernando Buesa Arena. Initialement pourvue d'une capacité de 9 923 spectateurs, la salle est agrandie entre 2011 et 2012 et compte désormais 15 504 places. Ce chiffre fait d'elle la salle la plus grande de la Liga ACB, pour autant, elle n'est pas retenue pour l'organisation de la Coupe du monde de basket-ball masculin 2014 en Espagne. Le 3 janvier 2016, la Fernando Buesa Arena établit un nouveau record d'affluence pour la Liga ACB avec 15 504 lors de la réception du Real Madrid.
Par ailleurs, l'édifice a accueilli à quatre reprises la coupe du Roi (2000, 2002, 2008 et 2013), la finale de la Coupe Saporta 1996 (remportée par Vitoria) ainsi que le Final Four de l'EuroCoupe 2009-2010.

## Noms successifs liés au sponsoring
Souvent associé à de divers sponsors, le club a connu, ou connait, les appellations suivantes :
- Saski Baskonia SAD  (nom officiel de la société professionnelle de basket-ball)
- Tau Cerámica (Taulell S.A. est un manufacturier de Castellón, Communauté valencienne)
- Baskonia
- Taugrés
- Tau Baskonia
- Tau Vitoria
- Tau
- Caja Laboral
- Laboral Kutxa
- KirolBet (depuis 2018)

## Palmarès

### International
- Euroligue
  - Finaliste : 2001, 2005
  - Final Four: 2006, 2007, 2008, 2016
- Coupe des Coupes
  - Vainqueur : 1996[8]
  - Finaliste : 1994, 1995

### National
- Liga ACB
  - Champion : 2002, 2008, 2010, 2020
- Coupe du Roi
  - Vainqueur : 1995, 1999, 2002, 2004, 2006, 2009
  - Finaliste : 1994, 2003
- Supercoupe d'Espagne
  - Vainqueur : 2005, 2006, 2007, 2008

## Entraineurs successifs
| - 1981-1983 : Iñaki Iriarte - 1983-1983 : Juan Antonio Ortiz de Pinedo - 1983-1984 : Txema Capetillo - 1984-1985 : Xabier Añúa - 1985-1987 : José Laso - 1987-1989 : Manu Moreno - 1989-1990 : Željko Pavličević - 1990-1992 : Herb Brown - 1992-1993 : Iñaki Iriarte - 1993-1997 : Manel Comas - 1997-1999 : Sergio Scariolo - 1999-1999 : Salva Maldonado - 1999-2000 : Julio Lamas - 2000-2005 : Duško Ivanović | - 2005-2005 : Pedro Martínez - 2005-2005 : Natxo Lezkano - 2005-2007 : Velimir Perasović - 2007-2007 : Božidar Maljković - 2007-2008 : Neven Spahija - 2008-2012 : Duško Ivanović - 2012-2013 : Žan Tabak - 2013-2014 : Sergio Scariolo - 2014-2014 : Marco Crespi - 2014-2015 : Ibon Navarro - 2015-2016 : Velimir Perasović - 2016-2017 : Sito Alonso - 2017 : Pablo Prigioni - 2017-2018 : Pedro Martínez, | - 2018-2019 : Velimir Perasović - 2019 : Josep María Berrocal (interim) - 2019-2021 : Duško Ivanović - 2021-2022 : Neven Spahija - 2022-2023 : Joan Peñarroya (en) - 2023-2024 : Duško Ivanović |

## Joueurs célèbres ou marquants
- José Manuel Calderón
- Carlos Cazorla (en)
- Mikel Cuadra
- Xabier Davalillo
- Roger Esteller
- Jorge Garbajosa
- Roberto Íñiguez (en)
- Vicente Lafuente
- Pablo Laso
- Alberto Ortega
- Pau Ribas
- Fernando San Emeterio
- Sergi Vidal
- Aitor Zárate
- Casey Jacobsen
- Victor Alexander
- Jerome Allen
- J. J. Anderson (en)
- Joe Arlauckas
- Ken Bannister
- Scooter Barry
- Elmer Bennett
- Anthony Bonner
- Ryan Bowen
- Rickey Brown
- Lionel Chalmers
- Chris Corchiani
- Pat Durham
- Rashard Griffith
- Travis Hansen
- Essie Hollis (en)
- Linton Johnson
- Randolph Keys
- Will McDonald
- Larry Micheaux
- Pete Mickeal
- Drew Nicholas
- Dan O'Sullivan (en)
- Lamar Odom
- Lou Roe
- Brent Scott (en)
- James Singleton
- Matt Steigenga
- Nikita Wilson (en)
- David Wood
- Lior Eliyahu
- Goran Dragić
- Thomas Kelati
- Maciej Lampe
- David Logan
- Ádám Hanga
- Kornél Dávid
- Giuseppe Poeta
- Stefano Rusconi
- Jim Bilba
- Fabien Causeur
- Vincent Poirier
- Laurent Foirest
- Thomas Heurtel
- William Phillips
- Kevin Seraphin
- Kim Tillie
- Kristjan Kangur
- Hanno Möttölä
- Simas Jasaitis
- Rimantas Kaukėnas
- Arvydas Macijauskas
- Saulius Štombergas
- Mindaugas Timinskas
- David Jelínek
- Walter Herrmann
- Marcelo Nicola
- Andrés Nocioni
- Fabricio Oberto
- Pablo Prigioni
- Hugo Sconochini
- Luis Scola
- Nemanja Bjelica
- Vladimir Micov
- Igor Rakočević
- Dejan Tomašević
- Velimir Perasović
- Zoran Planinić
- Roko Ukić
- Ender Arslan
- Serkan Erdoğan
- Kaya Peker
- Scooter Barry
- Tibor Pleiß
- Marcelinho Huertas
- Tiago Splitter
- Predrag Drobnjak
- Vladimir Golubović
- Carlos Arroyo
- Ramón Rivas
- Andrew Betts
- Pat Burke
- Richard Petruška
- Pape Sow
- Chrístos Haríssis
- Mirza Teletović
- Devon Van Oostrum

## Bilan saison par saison
| Saison | Div.                                 | Clas.                                | %Vic                                 | Vic                                  | Def                                  | Playoffs                             | Coupe du Roi                         | Autres coupes                        | Coupes d'Europe                      | Entraîneur                           |
| --- | ------------------------------------ | ------------------------------------ | ------------------------------------ | ------------------------------------ | ------------------------------------ | ------------------------------------ | ------------------------------------ | ------------------------------------ | ------------------------------------ | ------------------------------------ |
| 1959 | Fondation du Club Deportivo Vasconia | Fondation du Club Deportivo Vasconia | Fondation du Club Deportivo Vasconia | Fondation du Club Deportivo Vasconia | Fondation du Club Deportivo Vasconia | Fondation du Club Deportivo Vasconia | Fondation du Club Deportivo Vasconia | Fondation du Club Deportivo Vasconia | Fondation du Club Deportivo Vasconia | Fondation du Club Deportivo Vasconia |
| 1959–1960 | 4 Provincial                         | 2e                                   | -                                    | -                                    | -                                    | -                                    | -                                    | -                                    | -                                    | -                                    |
| 1960–1961 | 4 Provincial                         | 2e                                   | -                                    | -                                    | -                                    | -                                    | -                                    | -                                    | -                                    | -                                    |
| 1961–1962 | 4 Provincial                         | 1er                                  | -                                    | -                                    | -                                    | -                                    | -                                    | -                                    | -                                    | -                                    |
| 1962–1963 | 4 Provincial                         | 2e                                   | -                                    | -                                    | -                                    | -                                    | -                                    | -                                    | -                                    | -                                    |
| 1963–1964 | 4 Provincial                         | 1er                                  | -                                    | -                                    | -                                    | -                                    | -                                    | -                                    | -                                    | -                                    |
| 1964–1965 | 4 Provincial                         | 2e                                   | -                                    | -                                    | -                                    | -                                    | -                                    | -                                    | -                                    | -                                    |
| 1965–1966 | 4 Provincial                         | 1er                                  | -                                    | -                                    | -                                    | -                                    | -                                    | -                                    | -                                    | -                                    |
| 1966–1967 | 4 Provincial                         | 2e                                   | -                                    | -                                    | -                                    | -                                    | -                                    | -                                    | -                                    | -                                    |
| 1967–1968 | 4 Provincial                         | 1er                                  | -                                    | -                                    | -                                    | -                                    | -                                    | -                                    | -                                    | -                                    |
| 1968–1969 | 4 Provincial                         | 1er                                  | -                                    | -                                    | -                                    | -                                    | -                                    | -                                    | -                                    | -                                    |
| 1969–1970 | 3 e division                         | 1er                                  | -                                    | -                                    | -                                    | -                                    | -                                    | -                                    | -                                    | -                                    |
| 1970–1971 | 2 e division                         | 2e                                   | 80%                                  | 16                                   | 4                                    | -                                    | -                                    | -                                    | -                                    | -                                    |
| 1971–1972 | 2 e division                         | 1er                                  | 86%                                  | 19                                   | 3                                    | Champion                             | -                                    | -                                    | -                                    | -                                    |
| 1972–1973 | 1 Liga Española                      | 10e                                  | 40%                                  | 12                                   | 18                                   | -                                    | Demi-finale                          | -                                    | -                                    | -                                    |
| 1973–1974 | 1 Liga Española                      | 8e                                   | 43%                                  | 12                                   | 16                                   | -                                    | -                                    | -                                    | -                                    | -                                    |
| 1974–1975 | 1 Liga Española                      | 8e                                   | 38%                                  | 8                                    | 14                                   | -                                    | Quart de finale                      | -                                    | -                                    | -                                    |
| Cette section est vide, insuffisamment détaillée ou incomplète. Votre aide est la bienvenue ! Comment faire ? |                                      |                                      |                                      |                                      |                                      |                                      |                                      |                                      |                                      |                                      |
| 2000-2001 | 1 Liga ACB                           | 3e                                   | 79%                                  | 27                                   | 7                                    | Demi-finale                          | Quart de finale                      | -                                    | 1 Euroligue : Finaliste              | Duško Ivanović                       |
| 2001-2002 | 1 Liga ACB                           | 4e                                   | 71%                                  | 24                                   | 10                                   | Champion                             | Vainqueur                            | -                                    | 1 Euroligue : Top 16                 | Duško Ivanović                       |
| 2002-2003 | 1 Liga ACB                           | 6e                                   | 53%                                  | 18                                   | 16                                   | Quart de finale                      | Finaliste                            | -                                    | 1 Euroligue : Top 16                 | Duško Ivanović                       |
| 2003-2004 | 1 Liga ACB                           | 1er                                  | 82%                                  | 28                                   | 6                                    | Demi-finale                          | Vainqueur                            | -                                    | 1 Euroligue : Top 16                 | Duško Ivanović                       |
| 2004-2005 | 1 Liga ACB                           | 1er                                  | 82%                                  | 28                                   | 6                                    | Finaliste                            | Demi-finale                          | Supercoupe : 4e                      | 1 Euroligue : Finaliste              | Duško Ivanović                       |
| 2005-2006 | 1 Liga ACB                           | 2e                                   | 74%                                  | 25                                   | 9                                    | Finaliste                            | Vainqueur                            | Supercoupe : Vainqueur               | 1 Euroligue : 3e                     | Pedro Martínez Velimir Perasović     |
| 2006-2007 | 1 Liga ACB                           | 1er                                  | 76%                                  | 26                                   | 8                                    | Demi-finale                          | Demi-finale                          | Supercoupe : Vainqueur               | 1 Euroligue : 4e                     | Velimir Perasović Božidar Maljković  |
| 2007-2008 | 1 Liga ACB                           | 4e                                   | 65%                                  | 22                                   | 12                                   | Champion                             | Finaliste                            | Supercoupe : Vainqueur               | 1 Euroligue : 4e                     | Neven Spahija                        |
| 2008-2009 | 1 Liga ACB                           | 1er                                  | 88%                                  | 28                                   | 4                                    | Finaliste                            | Vainqueur                            | Supercoupe : Vainqueur               | 1 Euroligue : ¼ de finale            | Duško Ivanović                       |
| 2009-2010 | 1 Liga ACB                           | 2e                                   | 79%                                  | 27                                   | 7                                    | Champion                             | Demi-finale                          | Supercoupe : Demi-finale             | 1 Euroligue : ¼ de finale            | Duško Ivanović                       |
| 2010-2011 | 1 Liga ACB                           | 4e                                   | 68%                                  | 23                                   | 11                                   | Demi-finale                          | Demi-finale                          | Supercoupe : Demi-finale             | 1 Euroligue : ¼ de finale            | Duško Ivanović                       |
| 2011-2012 | 1 Liga ACB                           | 3e                                   | 68%                                  | 23                                   | 11                                   | Demi-finale                          | Demi-finale                          | Supercoupe : Finaliste               | 1 Euroligue : Saison rég.            | Duško Ivanović                       |
| 2012-2013 | 1 Liga ACB                           | 2e                                   | 74%                                  | 25                                   | 9                                    | Quart de finale                      | Demi-finale                          | -                                    | 1 Euroligue : ¼ de finale            | Žan Tabak                            |
| 2013-2014 | 1 Liga ACB                           | 6e                                   | 56%                                  | 19                                   | 15                                   | Quart de finale                      | Quart de finale                      | Supercoupe : Demi-finale             | 1 Euroligue : Top 16                 | Sergio Scariolo                      |
| 2014-2015 | 1 Liga ACB                           | 6e                                   | 56%                                  | 19                                   | 15                                   | Quart de finale                      | -                                    | Supercoupe : Demi-finale             | 1 Euroligue : Top 16                 | Marco Crespi Ibon Navarro            |
| 2015-2016 | 1 Liga ACB                           | 4e                                   | 71%                                  | 24                                   | 10                                   | Demi-finale                          | Demi-finale                          | -                                    | 1 Euroligue : Quatrième              | Velimir Perasović                    |
| 2016-2017 | 1 Liga ACB                           | 2e                                   | 72%                                  | 23                                   | 9                                    | Demi-finale                          | Demi-finale                          | Supercoupe : Demi-finale             | 1 Euroligue : Quarts de finale       | Sito Alonso                          |
| 2017-2018 | 1 Liga ACB                           | 2e                                   | 74%                                  | 25                                   | 9                                    | Finale                               | Quarts de finale                     | -                                    | 1 Euroligue : Quarts de finale       | Pedro Martínez                       |
| 2018-2019 | 1 Liga ACB                           | 3e                                   | 76%                                  | 26                                   | 8                                    | Quarts de finale                     | Quarts de finale                     | Supercoupe : Finale                  | 1 Euroligue : Quarts de finale       | Velimir Perasović                    |
| 2019-2020 | 1 Liga ACB                           | 8e                                   | 52%                                  | 12                                   | 11                                   | Champion                             | -                                    | -                                    | 1 Euroligue : Top 16                 | Duško Ivanović                       |
| 2020-2021 | 1 Liga ACB                           | 5e                                   | 64%                                  | 23                                   | 13                                   | Quarts de finale                     | Demi-finale                          | Supercoupe : Demi-finale             | 1 Euroligue : Top 16                 | Duško Ivanović                       |
| 2021-2022 | 1 Liga ACB                           | 6e                                   | 59%                                  | 20                                   | 14                                   | Demi-finale                          | -                                    | -                                    | 1 Euroligue : Top 16                 | Neven Spahija                        |

## Logos successifs

Logo commercial De 1987 et 2009.
Logo commercial De 2009 à 2013.
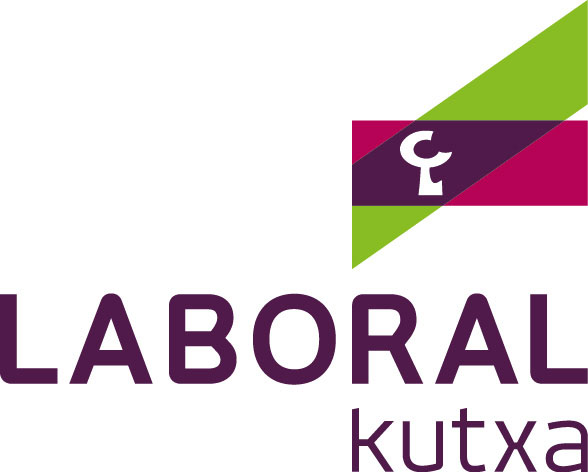
Logo commercial Depuis 2013.
Logo non-commercial Depuis 2016.